# Финляндия на зимних Олимпийских играх 1960
На Зимних Олимпийских играх 1960 года Финляндию представляло 48 спортсменов (42 мужчины и 6 женщин), выступивших в 6 видах спорта. Они завоевали 2 золотых, 3 серебряных и 3 бронзовых медали, что вывело финскую сборную на 6-е место в неофициальном командном зачёте.

## Медалисты
| Медаль  | Спортсмен                                                    | Вид спорта         | Дисциплина                |
| ------- | ------------------------------------------------------------ | ------------------ | ------------------------- |
| Золото  | Калеви Хямяляйнен                                            | Лыжные гонки       | Мужчины, 50 км            |
| Золото  | Тойми Алатало Вейкко Хакулинен Вяйнё Хухтала Ээро Мянтюранта | Лыжные гонки       | Мужчины, эстафета         |
| Серебро | Антти Тюрвяйнен                                              | Биатлон            | Мужчины, 20 км            |
| Серебро | Вейкко Хакулинен                                             | Лыжные гонки       | Мужчины, 50 км            |
| Серебро | Нийло Халонен                                                | Прыжки с трамплина | Мужчины, большой трамплин |
| Бронза  | Вейкко Хакулинен                                             | Лыжные гонки       | Мужчины, 15 км            |
| Бронза  | Тойни Пёусти Сийри Рантанен Ээва Руоппа                      | Лыжные гонки       | Женщины, эстафета         |
| Бронза  | Ээви Хуттунен                                                | Конькобежный спорт | Женщины, 3000 м           |